# Livesport Prague Open 2022 - Qualificazioni singolare
Le qualificazioni del singolare del Livesport Prague Open 2022 sono state un torneo di tennis preliminare per accedere alla fase finale della manifestazione. Le vincitrici dell'ultimo turno sono entrate di diritto nel tabellone principale. In caso di ritiro di una o più giocatrici aventi diritto, a questi sono subentrati i Lucky loser, ossia le giocatrici che hanno perso nell'ultimo turno ma che avevano una classifica più alta rispetto alle altre partecipanti che avevano comunque perso nel turno finale.

## Teste di serie
1. Yuan Yue (primo turno)
2. Wang Qiang (qualificata)
3. Anastasija Zacharova (qualificata)
4. Astra Sharma (primo turno)
5. Oksana Selechmet'eva (qualificata)
6. Viktória Kužmová (primo turno)

1. Lizette Cabrera (primo turno)
2. Yuriko Miyazaki (primo turno)
3. Sinja Kraus (ultimo turno, lucky loser)
4. Lina Glushko (ultimo turno)
5. Natal'ja Vichljanceva (ultimo turno, lucky loser)
6. Rebecca Šramková (primo turno)

### Qualificate
1. Dalila Jakupovič
2. Wang Qiang
3. Anastasija Zacharova

1. Dominika Šalková
2. Oksana Selechmet'eva
3. Barbora Palicová

### Lucky loser
1. Sinja Kraus
2. Natal'ja Vichljanceva

1. Nao Hibino

## Tabellone

### Legenda
| - Q = Qualificato - WC = Wild card - LL = Lucky loser | - ALT = Alternate - SE = Special Exempt - PR = Protected Ranking | - w/o = Walkover - r = Ritirato - d = Squalificato |

### Sezione 1
|  | Primo turno | Primo turno         | Primo turno         | Primo turno | Primo turno |  |  | Ultimo turno | Ultimo turno     | Ultimo turno     | Ultimo turno | Ultimo turno |  |
|  |             |                     |                     |             |             |  |  |              |                  |                  |              |              |  |
|  | 1           | Yuan Yue            | Yuan Yue            | 4           | 2           |  |  |              |                  |                  |              |              |  |
|  |             | Dalila Jakupovič    | Dalila Jakupovič    | 6           | 6           |  |  |              | Dalila Jakupovič | Dalila Jakupovič | 7            | 6            |  |
|  | WC          | Miriam Kolodziejová | Miriam Kolodziejová | 1           | 1           |  |  | 10           | Lina Glushko     | Lina Glushko     | 5            | 3            |  |
|  | 10          | Lina Glushko        | Lina Glushko        | 6           | 6           |  |  |              |                  |                  |              |              |  |

### Sezione 2
|  | Primo turno | Primo turno       | Primo turno       | Primo turno | Primo turno |  |  | Ultimo turno | Ultimo turno      | Ultimo turno      | Ultimo turno | Ultimo turno |  |
|  |             |                   |                   |             |             |  |  |              |                   |                   |              |              |  |
|  | 2           | Wang Qiang        | Wang Qiang        | 6           | 6           |  |  |              |                   |                   |              |              |  |
|  | PR          | Kaylah McPhee     | Kaylah McPhee     | 3           | 4           |  |  | 2            | Wang Qiang        | Wang Qiang        | 6            | 6            |  |
|  |             | Valerija Savinych | Valerija Savinych | 7           | 6           |  |  |              | Valerija Savinych | Valerija Savinych | 3            | 2            |  |
|  | 8           | Yuriko Miyazaki   | Yuriko Miyazaki   | 5           | 2           |  |  |              |                   |                   |              |              |  |

### Sezione 3
|  | Primo turno | Primo turno          | Primo turno          | Primo turno | Primo turno |  |  | Ultimo turno | Ultimo turno         | Ultimo turno         | Ultimo turno | Ultimo turno |  |
|  |             |                      |                      |             |             |  |  |              |                      |                      |              |              |  |
|  | 3           | Anastasija Zacharova | Anastasija Zacharova | 6           | 6           |  |  |              |                      |                      |              |              |  |
|  | PR          | Antonia Lottner      | Antonia Lottner      | 3           | 2           |  |  | 3            | Anastasija Zacharova | Anastasija Zacharova | 6            | 6            |  |
|  |             | Tereza Smitková      | Tereza Smitková      | 2           | 4           |  |  | 9            | Sinja Kraus          | Sinja Kraus          | 2            | 2            |  |
|  | 9           | Sinja Kraus          | Sinja Kraus          | 6           | 6           |  |  |              |                      |                      |              |              |  |

### Sezione 4
|  | Primo turno | Primo turno           | Primo turno           | Primo turno | Primo turno |  |  | Ultimo turno | Ultimo turno          | Ultimo turno | Ultimo turno | Ultimo turno |  |
|  |             |                       |                       |             |             |  |  |              |                       |              |              |              |  |
|  | 4           | Astra Sharma          | 6                     | 4           | 2           |  |  |              |                       |              |              |              |  |
|  | WC          | Dominika Šalková      | 2                     | 6           | 6           |  |  | WC           | Dominika Šalková      | 63           | 7            | 6            |  |
|  |             | Mariam Bolkvadze      | Mariam Bolkvadze      | 4           | 62          |  |  | 11           | Natal'ja Vichljanceva | 7            | 5            | 2            |  |
|  | 11          | Natal'ja Vichljanceva | Natal'ja Vichljanceva | 6           | 7           |  |  |              |                       |              |              |              |  |

### Sezione 5
|  | Primo turno | Primo turno          | Primo turno      | Primo turno | Primo turno |  |  | Ultimo turno | Ultimo turno         | Ultimo turno | Ultimo turno | Ultimo turno |  |
|  |             |                      |                  |             |             |  |  |              |                      |              |              |              |  |
|  | 5           | Oksana Selechmet'eva | 6                | 5           | 6           |  |  |              |                      |              |              |              |  |
|  | WC          | Nikola Bartůňková    | 2                | 7           | 4           |  |  | 5            | Oksana Selechmet'eva | 6            | 2            | 6            |  |
|  |             | Nao Hibino           | Nao Hibino       | 7           | 6           |  |  |              | Nao Hibino           | 2            | 6            | 3            |  |
|  | 12          | Rebecca Šramková     | Rebecca Šramková | 69          | 1           |  |  |              |                      |              |              |              |  |

### Sezione 6
|  | Primo turno | Primo turno      | Primo turno      | Primo turno | Primo turno |  |  | Ultimo turno | Ultimo turno     | Ultimo turno | Ultimo turno | Ultimo turno |  |
|  |             |                  |                  |             |             |  |  |              |                  |              |              |              |  |
|  | 6           | Viktória Kužmová | Viktória Kužmová | 5           | 2           |  |  |              |                  |              |              |              |  |
|  | WC          | Barbora Palicová | Barbora Palicová | 7           | 6           |  |  | WC           | Barbora Palicová | 6            | 4            | 6            |  |
|  | PR          | Yanina Wickmayer | Yanina Wickmayer | 6           | 6           |  |  | PR           | Yanina Wickmayer | 4            | 6            | 2            |  |
|  | 7           | Lizette Cabrera  | Lizette Cabrera  | 3           | 1           |  |  |              |                  |              |              |              |  |